# توم ويلسون (منتج أسطوانات)
توم ويلسون (بالإنجليزية: Tom Wilson)‏ هو دي جي إذاعي ‏ ومنتج أسطوانات وملحن بريطاني، ولد في 9 أكتوبر 1951 في اسكتلندا في المملكة المتحدة، وتوفي في 25 مارس 2004 بسبب نوبة قلبية.

## وصلات خارجية
- توم ويلسون على موقع ميوزك برينز (الإنجليزية)
- توم ويلسون على موقع أول ميوزيك (الإنجليزية)
- توم ويلسون على موقع ديسكوغز (الإنجليزية)